# Amauris magnimacula
Amauris magnimacula är en fjärilsart som beskrevs av Hans Rebel 1914. Amauris magnimacula ingår i släktet Amauris och familjen praktfjärilar. Inga underarter finns listade i Catalogue of Life.